# Karin Brouwers
Karin Brouwers (Leuven, 27 juli 1964) is een Belgisch politica voor de CD&V.  

## Levensloop
Brouwers doorliep haar secundair onderwijs aan het Heilig Hartinstituut in Heverlee en behaalde in het hoger onderwijs in 1987 een licentie in de rechten aan de Katholieke Universiteit Leuven.  Zij studeerde in 1988 tevens af in het Europees recht aan de Universiteit van Straatsburg. 
Beroepshalve werd ze van 1988 tot 2001 medewerker van de CVP-fractie van de Kamer van volksvertegenwoordigers. Van 2003 tot 2009 was ze ook lid van de raad van bestuur van de Vlaamse vervoersmaatschappij De Lijn en van 2001 tot 2019 zetelde ze in de raad van bestuur van de Vereniging van Vlaamse Steden en Gemeenten (VVSG).
Sinds januari 1989 is ze gemeenteraadslid te Leuven en werd er van 2001 tot 2009 schepen, bevoegd voor ruimtelijke ordening en jeugd. Als schepen van ruimtelijke ordening was Brouwers betrokken bij meerdere stadsvernieuwingsprojecten waaronder de projecten van de Kop van Kessel-Lo en van de Leuvense Vaartkom. In oktober 2009 trad ze terug als schepen en werd ze opgevolgd door Herwig Beckers. Sinds december 2024 is Brouwers opnieuw schepen van Leuven, als plaatsvervanger van de met zwangerschapsverlof zijnde Liesbeth Vandermeeren, waarbij ze bevoegd werd voor Burgerzaken, Jeugd, Cultuur en Toerisme.
Bij de rechtstreekse Vlaamse verkiezingen van 7 juni 2009 werd ze verkozen in de kieskring Vlaams-Brabant. Ook na de volgende  Vlaamse verkiezingen van 25 mei 2014 en die van 26 mei 2019 bleef ze Vlaams Parlementslid. Ze hield zich onder meer bezig met mobiliteit, media en toerisme. Tijdens haar parlementaire loopbaan in het Vlaams Parlement was Brouwers van 2009 tot 2014 vast lid van de commissies voor Bestuurszaken, Binnenlands Bestuur, Decreetsevaluatie, Inburgering en Toerisme, Brussel en de Vlaamse Rand en Mobiliteit en Openbare Werken, van 2014 tot 2019 lid van de commissies Mobiliteit en Openbare Werken en Cultuur, Jeugd, Sport en Media en van 2019 tot 2024 ondervoorzitter van de commissie Cultuur, Jeugd, Sport en Media en lid van de commissie voor Buitenlands Beleid, Europese Aangelegenheden, Internationale Samenwerking en Toerisme. Bij de Vlaamse verkiezingen van 9 juni 2024 was ze geen kandidaat meer voor een nieuw mandaat.
Van juli 2014 tot juni 2024 was ze ook lid van de vernieuwde Senaat als deelstaatsenator aangewezen door het Vlaams Parlement. In de Senaat was ze van 2019 tot 2020 co-voorzitter van het federaal Adviescomité voor Europese Aangelegenheden en van 2021 tot 2024 fractievoorzitter voor haar partij. Van 2020 tot 2025 was zij ook plaatsvervangend lid van het Europees Comité van de Regio's en van 2019 tot 2023 plaatsvervangend en van 2023 tot 2024 effectief lid van de Parlementaire Vergadering van de Raad van Europa.
In oktober 2024 werd Brouwers verkozen tot provincieraadslid van Vlaams-Brabant. In het nieuw samengestelde provinciebestuur werd zij voorgedragen als voorzitter van de provincieraad, een functie die zij sinds december 2024 bekleedt.

## Privé
Brouwers is gehuwd en moeder van een drieling van drie meisjes.